# Седация
Седация (седиране) е медицинска процедура по назначаване и прилагане на успокоителни (седативни) лекарства, най-често за да се улеснят последващи медицински процедури под местна упойка. Обикновено се прилага при ендоскопии, вазектомии и леки хирургически операции, при козметични операции, стоматологични операции като вадене на мъдреци, а също и при пациенти, които проявяват силно безпокойство. Използва се в голяма степен в интензивните отделения и реанимация.
Проявява се в успокояване, отпускане, сънливост, чувство на отпадналост и намалена концентрация. По време на седация е възможно да настъпят обструкции на дихателните пътища, апнея и хипотензия, което изисква тя да се извършва от медицински лица, които могат да разпознаят и предотвратят тези усложнения.
Седативни лекарства (още транквиланти) са барбитуратите (например фенобарбитал), бензодиазепините (например диазепам), хлороформът, диетиловият етер и други.
Терминът произлиза от латинската дума sedatio, „успокоение“, производна от глагола sedeo, който означава „седя“.